# КФ Монреаль
КФ Монреаль (фр. CF Montréal) — професіональний футбольний клуб з Монреаля (Канада), що грає у Major League Soccer, вищому футбольному дивізіоні США і Канади. Грає в лізі з сезону 2012 року. Відтоді команда тричі виходила у плей-оф Кубка МЛС і в 2016 році дійшла до фіналу Східної конференції. Монреаль Імпакт став першим канадським клубом, який вийшов до фіналу Ліги чемпіонів КОНКАКАФ (сезон 2014—2015) з того часу, як вона проводиться за новим форматом.
Домашні матчі проводить на Стад Сапуто.

## Історичні назви

Логотип клубу «Монреаль Імпакт»

- 2012—2020: «Монреаль Імпакт» (англ. Montreal Impact, фр. Impact de Montréal)
- 2021—: «Клеб де Фут Монреаль» (фр. Club de Foot Montréal)

## Здобутки
- Чемпіонат Канади
  - Переможець (5): 2008 (як учасник NASL), 2013, 2014, 2019, 2021